# Байсао

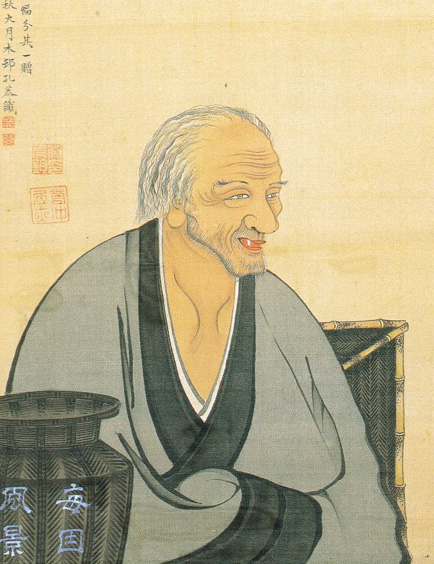
Портрет Байсао кисти Ито Дзякутю

Байсао (яп. 売茶翁 байсао:, «старый торговец чаем», 1675–1763) — прозвище, под которым известен Сибаяма Кикусэн (яп. 柴山菊泉), монашеское имя — Гэккай Гэнсё (яп. 月海元昭) — японский буддистский монах, сыгравший большую роль в популяризации зелёного чая сэнтя в Японии. Также он известен своей поэзией.

## Детство
Сибаяма Кикусэн родился в 16 день пятого месяца в городке Хасуикэ (сегодня — часть города Сага) в провинции Хидзэн на Кюсю. Он был третьим ребёнком в семье и имел четверых братьев и сестёр. Его отец, Цунэна, был лекарем при даймё Набэсиме Наодзуми, мастером поэзии, чайной церемонии и каллиграфии. Отец скончался в Эдо, когда Кикусэну было 8 (или 9) лет.
В возрасте 11 лет Кикусэн постригся в монахи буддийской школы Обаку, в храме Рюсин-дзи (яп. 龍津寺), расположенном неподалёку от дома мальчика. Его наставником стал Кэрин Дорю (яп. 化霖道龍), от которого он получил монашеское имя Гэккай Гэнсё. Школа дзэн-буддизма Обаку была основана китайским монахом Иньюанем Лунци (Кэрин был его учеником) за 30 лет до этого и была в тот момент на пике популярности.

## Монашеская жизнь
Осенью 1687 года, в возрасте 12 лет, Гэнсё сопровождал своего наставника в Мампуку-дзи. По пути они посетили храм Косан-дзи, откуда началось разведение чая в Японии за пять веков до этого. В 1696, по пути в провинцию Муцу, он вновь посетил этот храм. После долгого пути он добрался до храма Анъё-дзи (яп. 安養寺) в Сендае, где четыре года изучал винаю под руководством Гэкко Донэна, старого друга Кэрина.
Существует предположение, что в этот период Гэнсё побывал в Нагасаки, где общался с китайскими эмигрантами и узнал больше о листовом чае.
Через год после смерти Гэкко, в 1702 году, Гэнсё вернулся к своему учителю на Кюсю. Через год они вновь отправились в Киото. Кэрин вернулся оттуда в родной храм, а Гэнсё провёл следующие четыре года в Мампуку-дзи в Удзи. В 1707 году Гэнсё вернулся к Кэрину и занял должность смотрителя храма. Он оставался с учителем до смерти Кэрина в 1720 году. В 1723 году умерла мать Гэнсё, и на следующий год, в возрасте 49 лет, он оставил храм и отправился в Киото.
Точно неизвестно, чем занимался Гэнсё следующие 10 лет. Из его писем ясно, что он собирался стать странствующим нищенствующим монахом. Скорее всего, большую часть этого времени он провёл в окрестностях Киото и Осаки. Из письма, датированного 1730 годом, известно, что он жил на востоке Киото, в районе Хигасияма. Позже он перебрался поближе к монастырю Сёкоку-дзи, в котором у него были друзья.

## Торговец чаем
В возрасте около 57-60 лет (около 1735 года) Гэнсё начал зарабатывать на жизнь продажей чая с лотка у моста Фусими на восточном берегу Камо-Гавы. По его словам, к тому моменту он стал испытывать отвращение к бонзам, ведущим праздную жизнь и лебезящим перед богатыми жертвователями. Тогда он и стал использовать прозвище Байсао — так называли в то время бродячих торговцев дешёвым чаем, как правило — стариков низкого происхождения. Своим занятием он формально нарушал правило, согласно которому буддийские монахи должны были жить лишь на подаяние. С другой стороны, он не взимал за чай плату, а полагался на пожертвования клиентов. На табличке у лотка было написано, что он жалеет, что не может брать за чай меньше, чем ничего. В результате, в некоторые моменты он жил в крайней нищете. Из его стихов ясно, что он стремился возродить дух ранних китайских «чайных мудрецов», таких, как Лу Юй.
Байсао продавал чай, используя способ продажи, который в Японии назывался «ботэфури» или «фуриури» — «мобильная чайная». На шесте, переброшенном через плечо, он носил свои чайные принадлежности — небольшую переносную печь (яп. 涼炉 рё:ро), чайник, пять маленьких чашек и ёмкость для чайных листьев. Возле Байсао и его передвижной чайной, где он продавал зелёный чай на берегу реки Камо в Киото, собиралось много людей, в том числе, деятели культуры того времени. Он называл свою чайную «Цусэнтэй» (яп. 通仙亭, «павильон по пути к бессмертным», по названию знаменитого сада династии Тан), а корзину, в которой носил свои вещи — «Сэнка» (яп. 僊窠, «убежище мудрецов»). На табличке у чайной были начертаны иероглифы  (яп. 静風 сэйфу), сокращение от  (яп. 静風流 сэйфурю:, «чистота и изящество» или «китайская элегантность»).
Вот как описывал себя сам Байсао:
| 非僧非道又非儒 黒面白鬚窮禿奴 孰謂金城周賣弄 乾坤都是一茶壷 | I’m not Buddhist or Taoist not a Confucianist either I’m a brown-faced white-haired hard-up old man. People think I just prowl the streets peddling tea, I’ve got the whole universe in this tea caddy of mine. Перевод на английский: Norman Waddell | Я не буддист, не таоист и не конфуцианец, Лишь седовласый чернолицый бедный старик. Люди думают — я просто брожу по улицам, продавая чай, Но в этой банке чая заключена вся вселенная. |

В то время аристократы обычно пили маття на чайной церемонии, а простые японцы — прессованный чай низкого качества. Считается, что Ингэн принёс в Японию моду пить «китайский», то есть заваренный листовой чай. Сегодня подобный чай, который обжаривают, чтобы остановить ферментацию, в Японии называют камаиритя. В то время любой заваренный листовой чай называли сэнтя, от «чайный отвар» (яп. 煎じ茶 сэндзитя). Подобный чай подавал и Байсао. Он стал человеком, распространившим церемонию заварки зелёного чая, которая в то время была культурой для высшего класса, среди простых людей.
В 1742 году, когда Байсао было 67 лет, он вернулся на Кюсю, отказался от сана и взял себе мирское имя Ко Югай (яп. 高遊外 ко: ю:гай). На обратном пути в Киото он побывал на плантации Нагатани Соэна (яп. 永谷宗円 нагатани со:эн, (1681–1778)) недалеко от Удзи. За 4 года до этого Нагатани после 15 лет экспериментов усовершенствовал метод обработки чая паром, применявшийся ранее для производства маття. Байсао был поражён его вкусом и ароматом и стал всячески его рекламировать. Вскоре название «сэнтя» закрепилось за этим сортом.
Прожив около года в холмистой местности Нарабигаока на западе Киото, в 1744 году Байсао перебрался в монастырь Сёкоку-дзи, расположенный на северной окраине города. Оттуда он часто отправлялся в лес Тадасу-но мори, окружающий храм Симогамо, где заваривал чай для своих друзей.
В это время у него появилось несколько учеников, которых он обучал дзэн-буддизму. По просьбе одного из них он написал в 1748 году Байдзан сютя фуряку (яп. 梅山種茶譜略, «история чая, посаженного на сливовой горе»), то есть краткую историю японского чая.

## Поздние годы и смерть

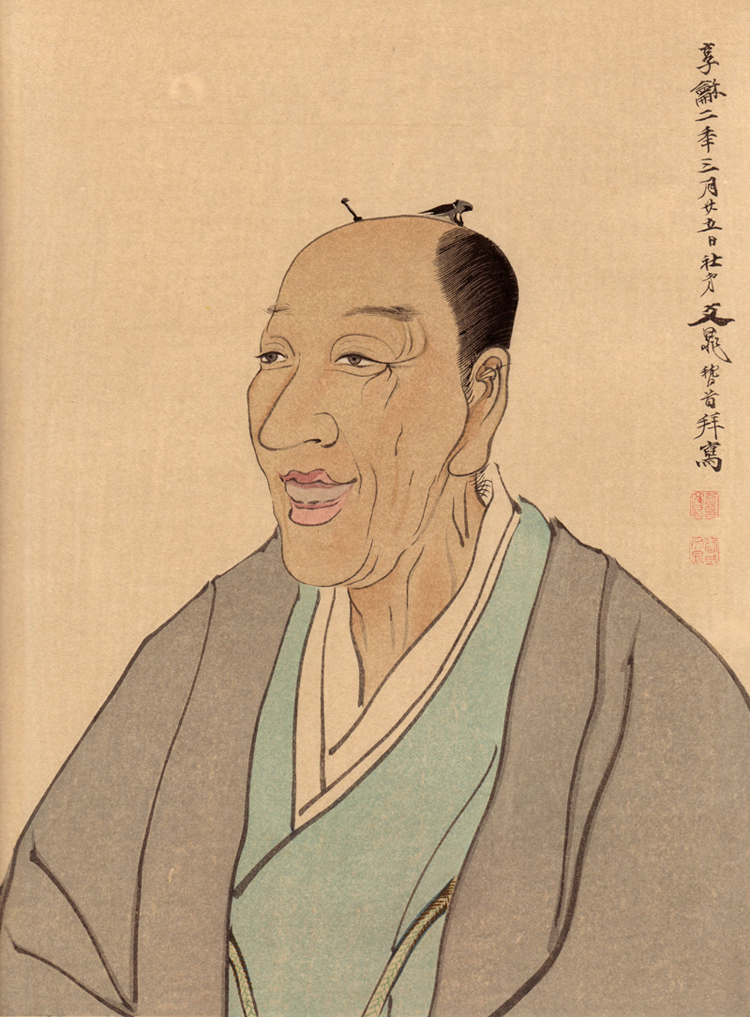
Ученик Байсао Кимура Кэнкадо

В 1754 году Байсао покинул храм и поселился в районе Окадзаки на северо-востоке столицы. Вероятно, его возраст и боли в спине не позволяли ему больше ходить с чаем по городу и заставили покинуть плохо отапливаемые монастырские залы. Окадзаки, напротив, славился своим климатом. В 1755 году, в возрасте 80 лет, Байсао закрыл свой магазинчик и бросил в огонь чайные принадлежности. С этого момента он зарабатывал на жизнь каллиграфией. В 1763 году его друзья и ученики преподнесли ему напечатанный сборник его стихов Байсао гэго (яп. 賣茶翁偈語). Через несколько месяцев после этого он скончался в возрасте 88 лет.
Следуя просьбе Байсао, его прах был развеян над рекой Камо.

## Наследие

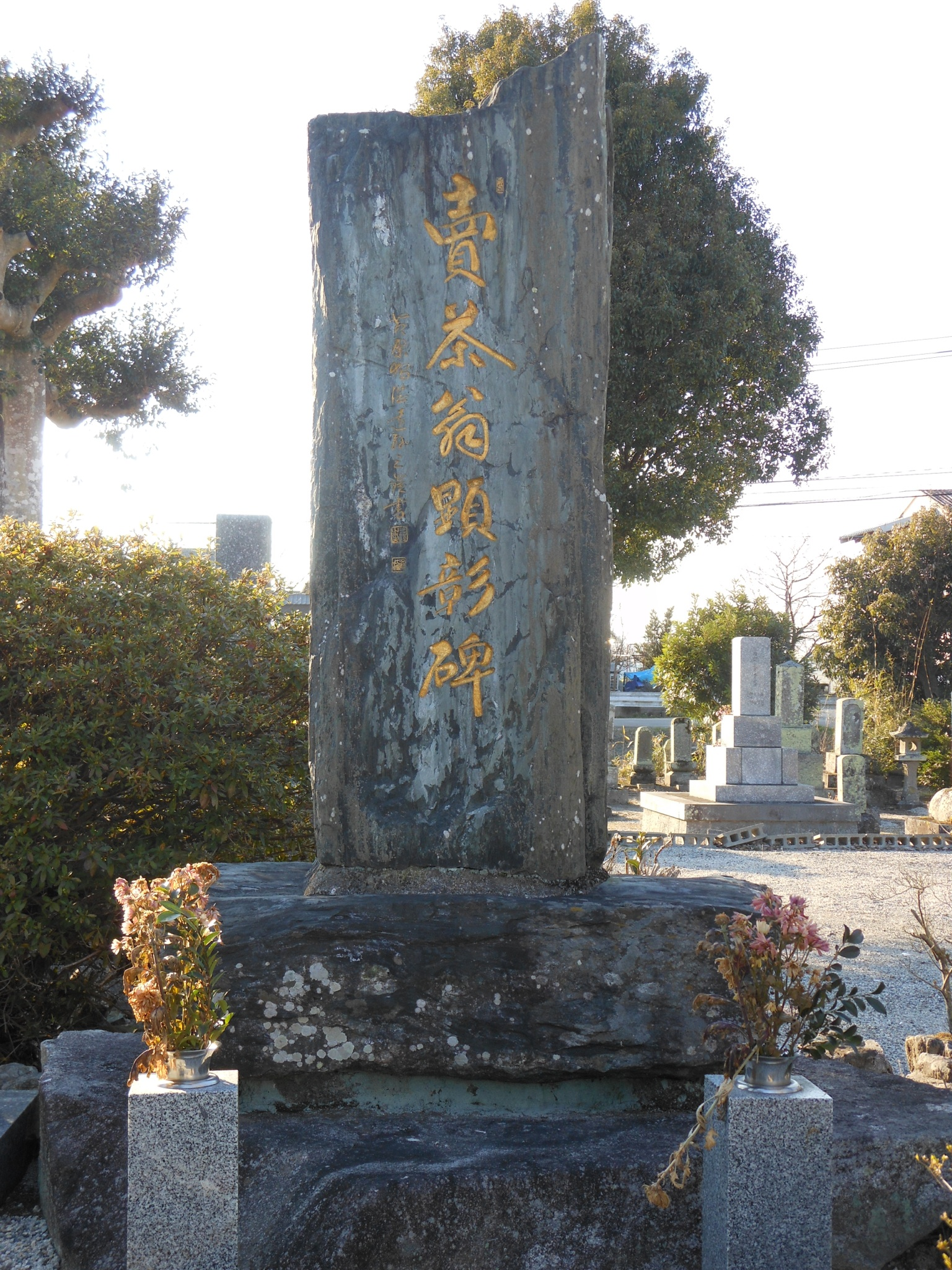
Памятная стела в честь Байсао на его родине (Рюсин-дзи)

Обычно Байсао считается первым мастером сэнтядо, то есть чайной церемонии с использованием листового зелёного чая (сэнтя). Несмотря на его критику застывшего ритуала церемонии тя-но-ю и её преклонения перед материальными элементами, уже при жизни его друзей и последователей распитие сэнтя обросло правилами и ритуалами. Немногие чайные принадлежности Байсао, которые он раздал близким друзьям, ценятся поклонниками сэнтядо как сокровища, а те, которые он уничтожил, были воссозданы по описаниям его учеников. Кимура Кэнкадо, унаследовавший от Байсао несколько сосудов, даже опубликовал Байсао тягу дзу — книгу-гармошку с зарисовками и описаниями всех принадлежностей, использовавшихся Байсао и ставших стандартом для сэнтядо. На столетие смерти Байсао в Сейване (местность в Осаке, в низовьях Йодогавы) был устроен чайный банкет, который посетило более 1200 человек
Кроме популяризации чая, Байсао известен своими стихами и прозой на камбуне, а также яркой каллиграфией. Он считается «философом духа сэнтя», а некоторые даже почитали его как «чайное божество» (茶神). Вокруг Байсао сложилась разрозненная группа интеллектуалов, монахов и людей искусства, на которых он продолжал оказывать влияние даже после смерти. Также до XX века в Японии он оставался образцом эксцентризма.
В храме Мампукудзи есть зал Байсао, на территории храма стоит его монумент. В каждую 16-ю годовщину его смерти в монастыре Сёкоку-дзи проводится поминальная служба.
На территории, где когда-то был храм Рюцудзи, находится «Памятник почитания Байсао».
В коллекции «Музея истории замка Сага» в префектуре Сага есть портрет Байсао кисти Ито Дзякутю, написанный в 1757 году, а также экспозиция с другими материалами и чайной посудой.